# Slaget vid Kulikovo
Slaget vid Kulikovo var ett slag som utspelades den 8 september 1380 mellan en enad rysk armé och Gyllene horden, som bestod av olika stammar av mongoler och tatarer, där ryssarna gick vinnande ur striden. Ryssarna stred under storfurst Dmitrij Donskoj med en styrka på cirka 80 000 man och Gyllene horden under härföraren Mamai med cirka 125 000 man. Slaget anses vara en central händelse i Rysslands historia och har skildrats i litterära verk och många historiemålningar. Särskilt välkänt och ofta skildrat är det envig mellan bojaren (i senare källor även munken) den helige Alexander Peresvet och en väldig tatarisk kämpe som enligt vissa källor inledde slaget.